# Pieter Geiregat
Pieter Geiregat, född 25 februari 1828 i Gent, död där i februari 1902, var en flamländsk författare.
Geiregat fördes av sin läslust över från faderns hantverk, ljusstöperiet, till litteraturen och var 1855 med om att uppsätta "Gazette van Gent", vars huvudredaktör han blev. Han författade en mängd arbeten inom olika grenar av vitterheten, företrädesvis skildrande de lägre ståndens liv, såsom Het werkmansleven (1849), Verhalen uit den ouden tijd (1854), Volksverhalen (1860), Sofia (1872), eller historiska berättelser, såsom Karel de stoute (1876), samt sorgespel och farser.